# Martina Strutz
Martina Strutz, född 4 november 1981 i Schwerin, är en tysk friidrottare som tävlar i stavhopp. 